# 貝弗利 (新澤西州)
貝弗利（英語：Beverly）是一個位於美國新澤西州伯靈頓縣的城市。

## 人口
根據2020年美國人口普查的數據，貝弗利的面積為1.96平方千米，當中陸地面積為1.40平方千米，而水域面積為0.56平方千米。當地共有人口2499人，而人口密度為每平方千米1,275人。